# Торонто (Ајова)
Торонто (енгл. Toronto) град је у америчкој савезној држави Ајова. По попису становништва из 2010. у њему је живело 124 становника.

## Демографија
Према попису становништва из 2010. у граду је живело 124 становника, што је -10 (-7.5%) становника више него 2000. године.
| Група             | 2000.       | 2010.       |
| Белци             | 133 (99,3%) | 118 (95,2%) |
| Афроамериканци    | 0 (0,0%)    | 3 (2,4%)    |
| Азијати           | 0 (0,0%)    | 0 (0,0%)    |
| Хиспаноамериканци | 1 (0,7%)    | 3 (2,4%)    |
| Укупно            | 134         | 124         |